# Mandarin de Taïwan
Le mandarin de Taïwan (chinois traditionnel : 中華民國國語 ; pinyin : Táiwān Guóyǔ ; Wade : T'ai2-wan1 Kuo2-yü3) est le dialecte du mandarin parlé à Taïwan.
Le mandarin standard officiel de la république de Chine (Taïwan), connu à Taïwan sous le nom de 國語, Guóyǔ, Wade : Kuo-yü, est basé sur la phonologie du dialecte de Pékin et la grammaire du chinois vernaculaire est pratiquement identique au mandarin standard utilisé en république populaire de Chine, connu sous le nom de mandarin standard (chinois : 普通话 ; pinyin : pǔtōnghuà普通話。). Les différences entre les deux langues sont principalement dues à l'émergence de deux États différents depuis la fin de la guerre civile chinoise, ainsi que de l'occupation japonaise de Taïwan entre 1895 et 1945. Cependant, le mandarin tel que parlé à Taïwan présente également d'importantes variations d'avec le mandarin de Chine dans le vocabulaire, la grammaire et la prononciation.

## Utilisation
En 1945, quand l'île de Taïwan revint sous contrôle du Kuomintang de la République de Chine, le mandarin standard fut décrété langue officielle du territoire et enseigné dans les écoles (avant 1945, le japonais était la langue officielle en vigueur et enseignée sur l'île). Depuis, le mandarin était devenu lingua franca entre les différents groupes ethniques et linguistiques de Taïwan : la majorité Hoklo (Hokkien) parlant le taïwanais, les Hakka leur langue, les personnes originaires de la Chine continentale parlant diverses langues chinoises, et les aborigènes de Taïwan leurs langues propres.
Jusque dans les années 1980, l'administration du Kuomintang a constamment promu l'utilisation du mandarin standard et découragé l'usage du taïwanais et d'autres langues locales, les considérant généralement comme inférieures. Le mandarin était la seule langue utilisée dans les médias. Il y eut un retour de flamme dans les années 1990. Bien que les plus fervents promoteurs de l'indépendance de Taïwan tendaient à opposer à l'utilisation du mandarin standard celle du taïwanais, le mandarin reste prééminent. De nos jours, le mandarin est enseigné par immersion linguistique débutant à l'école maternelle. Plus tard, l'enseignement se fait seulement en mandarin, si ce n'est pour les classes en langue locale où l'enseignement de celles-ci se fait à raison de quelques heures par semaine depuis le milieu des années 1990.
Le mandarin taïwanais (comme pour le singlish et de nombreuses autres situations de  continuum créole) est parlé en différentes variantes selon la classe sociale et la situation des locuteurs. Les occasions formelles demandent un niveau  acrolectal du Guóyǔ, qui diffère en pratique quelque peu du mandarin standard. Des situations moins formelles imposent une forme basilectale, qui comprend davantage de spécificités taïwanaises. Les locuteurs taïwanais bilingues pratiquent l'alternance codique entre le mandarin et le taïwanais, parfois en la même phrase.
Le mandarin est parlé aisément par la quasi-totalité de la population, sauf parfois les personnes âgées qui ont été éduquées en japonais. En la capitale Taipei, où se trouve une importante concentration de personnes issues du continent et dont la langue maternelle n'est pas le taïwanais, le mandarin est cependant davantage pratiqué et maîtrisé.

## Différences avec le mandarin standard

### Prononciation
Il existe deux catégories de prononciation différentes. La première concerne des différences par rapport au  mandarin standard (il s'agit généralement de différences dans les tons plus que par rapport aux voyelles et consonnes). La seconde est plus générale, avec des différences non officielles et provenant généralement de l'influence du taïwanais sur le Guóyǔ.

#### Variantes officielles de prononciations
Il n'y a que peu de différences dans la prononciation officielle, essentiellement dans les tons, entre le Guóyǔ et le  mandarin standard. Une liste complète est disponible à  http://www.zhongwen.com/x/guopu.htm.
Ci-dessous une liste partielle de ces différences :
|                       | mandarin standard (PRC) | Guóyǔ (Taïwan) | Remarques                     |
| --------------------- | ----------------------- | -------------- | ----------------------------- |
| 垃圾 (« déchet »)     | lājī                    | lèsè           |                               |
| 液體 (« liquide »)    | yètǐ                    | yìtǐ           |                               |
| 和 (« et »)           | hé                      | hàn            | hé est aussi utilisé à Taïwan |
| 星期 (« semaine »)    | xīngqī                  | xīngqí         |                               |
| 企業 (« entreprise ») | qǐyè                    | qìyè           |                               |

#### Influence du taïwanais
En mandarin taïwanais acrolectal :
- les sons rétroflexes (ch, zh, sh, r) du  mandarin standard sont considérablement atténués
- la fin « r » rétroflexe (兒) est rarement entendue
- le pinyin eng est prononcé [ʊŋ] devant b,f et p

En basilecte mandarin taïwanais, les sons qui n'existent pas en taïwanais sont remplacés par des sons issus de cette langue. Ces variations du mandarin standard sont similaires aux variations du mandarin parlées dans le sud de la Chine continentale. En utilisant le système du hanyu pinyin, les changements de sons suivants interviennent (du  mandarin standard au taïwanais suivi d'un exemple) :
- f- devient hu- (fan – huan 反→緩) ou f bilabial similaire au japonais [1]
- -ie, ye devient ei (tie – tei)
- chi (seul) devient tu (chi – tu)
- ch- devient c- (chuan – cuan 傳→攢)
- r- devient l- (ren - len)
- zh-, zhi devient z-, zi (zhao – zao 照→造)
- sh-, shi devient s-, si (shuo – suo 說→縮)
- yu devient yi (yue – ye 月→夜)

### Grammaire
La construction en mandarin standard de questionnement par l'indication de l'affirmative et de la négative 有…沒有 (avoir... ne pas avoir?) n'est pas utilisée en mandarin de Taïwan.
Par exemple : 你有汽車沒有? (litt. « vous avoir voiture pas avoir ? ») ne se retrouve généralement pas en mandarin de Taïwan, où l'usage serait plutôt la construction en mandarin standard 你有没有汽车？ (litt. « vous avoir pas avoir voiture ? »). Les deux phrases ont la même signification, à savoir « Avez-vous une voiture ? ».
En certains contextes, la construction utilisant 有 est généralement utilisée lorsque la particule finale de la phrase 了 serait généralement utilisée pour dénoter un aspect accompli. En l'espèce, un Taïwanais dirait « 你有吃飯嗎？ » pour signifier « Avez-vous mangé ? » alors que le mandarin standard exprimerait « 你吃饭了吗？ ». Ceci est dû à l'influence de la grammaire du taïwanais qui utilise 有 en un même contexte.

### Vocabulaire
Les différences de vocabulaire peuvent être distinguées en cinq catégories, soit un usage différent du même terme, les mots-valise, les termes techniques, les idiomes et les mots spécifique au mode de vie à Taïwan. À cause du faible volume d'information circulant entre la Chine continentale et Taïwan après la guerre civile, de nombreux objets et concepts qui ont été créés depuis la scission du pays ont des noms différents en guóyǔ (mandarin de Taïwan) et en putonghua (mandarin standard). De plus, de nombreux termes ont été empruntés au japonais du fait de la proximité géographique et politique depuis 1949, mais aussi à cause du statut de colonie japonaise de Taïwan au cours de la première moitié du XXe siècle.

#### Mêmes mots, significations différentes
Certains termes ont différentes significations à Taïwan et en Chine continentale, qui peuvent mener à des incompréhensions entre les locuteurs des deux territoires. Il existe généralement des termes non ambigus qui peuvent être compris par tous.
| Terme                            | Signification à Taïwan                                                                          | Signification en Chine continentale | Remarques (T) = écriture traditionnelle / (S) écriture simplifiée |
| -------------------------------- | ----------------------------------------------------------------------------------------------- | ----------------------------------- | --- |
| 土豆 tǔ dòu                      | Arachide                                                                                        | Patate                              | Termes non ambigus : - 花生 (arachide) - 馬鈴薯 (T) / 马铃薯 (S) (patate).                                                                                               |
| 搞 gǎo                           | Faire quelque chose d'insidieux                                                                 | Faire, réaliser une tâche           | Tel quel, c'est un verbe rarement rencontré en un contexte formel à Taïwan, alors qu'il est couramment utilisé en Chine continentale en des contextes officiels.         |
| 窩心 (T) 窝心 (S) wō xīn         | Quelque chose de chaleureux                                                                     | Être préoccupé                      | |
| 出租車 (T) 出租车 (S) chū zū chē | Voiture de location                                                                             | Taxi                                | À Taïwan, les taxis sont appelés 計程車 (jì chéng chē), qui est utilisé moins fréquemment en Chine continentale.                                                         |
| 計算機 (T) 计算机 (S) jì suàn jī | Calculateur                                                                                     | Ordinateur                          | Termes non ambigus : - 計算器 (T) / 计算器 (S) (calculateur) - 電腦 (T) / 电脑 (S) (ordinateur).                                                                         |
| 研究所 yán jiū suǒ               | École supérieure (Les formations au dessus de la licence c'est-à-dire le master et le doctorat) | Institut de recherche               | |
| 愛人 (T) 爱人 (S) ài ren         | Amoureux (non marié)                                                                            | Conjoint                            | Le terme ài ren n'est pas utilisé à Taïwan; l'expression usuelle est 男朋友 nánpéngyǒu / 女朋友 nǚpéngyǒu (litt. ami masculin / ami féminin) au sens de petit(e) ami(e). |

Certains termes peuvent être compris des deux côtés pour une même signification. Il existe cependant un usage privilégié de part et d'autre.
| Signification commune en français | Taïwanais          | Chinois continental    |                                               |
| --------------------------------- | ------------------ | ---------------------- | --------------------------------------------- |
| Tomate                            | 番茄 (T) fān qié   | 西红柿 (S) xī hóng shì |                                               |
| Déjeuner à emporter               | 便當 (T) biàn dāng | 盒饭 (S) hé fàn        | À Taïwan,le mot 飯盒 fàn hé est aussi utilisé |

#### Mots-valise

##### De l'anglais
- Le terme chinois : 麻吉 ; pinyin : májí est une translittération de l'anglais match (« correspondre, s'accorder »), est utilisé pour décrire des choses ou des gens complémentaires l'un de l'autre.
  - Note: 麻吉 est également devenu populaire en RPC.
- le terme anglais hamburger a été adopté par les communautés sinophones. À Taïwan, la translittération 漢堡 (pinyin : hànbǎo) est préférée à 漢堡包 (pinyin : hànbǎobāo).
- le terme fensi (chinois : 粉絲) est une translittération de l'anglais fans, et est utilisé pour décrire des fans ou des personnes idolâtrant une star.

##### Du taïwanais
- Les termes « 阿公 agōng » et « 阿嬤 amà » sont plus couramment entendus que les termes du mandarin standard 爺爺 yéye (grand-père paternel), 外公 wàigōng (grand-père maternel), 奶奶 nǎinai (grand-mère paternelle) et  外婆 wàipó (grand-mère maternelle).

- Certaines nourritures locales sont évoquées sous leur nom taïwanais. Parmi ceux-ci :

| Taïwanais | POJ         | API                        | Français                                                                                  |
| --------- | ----------- | -------------------------- | ----------------------------------------------------------------------------------------- |
| 銼冰      | chhoah-peng | [ tsʰ ua ʔ˥˧ piŋ ˥˥ ]      | Crème glacée avec des fruits frais découpés au sommet (souvent framboise, kiwi ou mangue) |
| 麻糬      | môa-chî     | [ mua ˧˧ t ɕ i ˧˥ ]        | gâteaux de riz (voir Mochi)                                                               |
| 蚵仔煎    | ô-á-chian   | [ o ˧˧ a ˥˥ t ɕ i ɛ n ˥˥ ] | omelette aux huitres                                                                      |

- Liste de mots taïwanais régulièrement trouvés en journaux locaux en mandarin

| China Times   |
| Liberty Times |

| (ah-pà)          |
| API : /aʔ˥˧pa˨˩/ |

| (èbà) |

| China Times   |
| Liberty Times |

| (kah-ì)          |
| API : /kaʔ˥˧i˨˩/ |

| (xǐhuān) |

| China Times   |
| Liberty Times |

| (kiàn-siàu)          |
| API : /kiɛn˥˧ɕiau˨˩/ |

| (hàixiū) |

| China Times   |
| Liberty Times |

| (kòng-ku)         |
| API : /kɔŋ˥˧ku˥˥/ |

| (luòkōng) |

| China Times   |
| Liberty Times |

| (ku-mo·)         |
| API : /ku˧˧mɔ˥˥/ |

| (bù gāncuì) |

| (khiū)         |
| API : /kʰiu˧˧/ |

| (ruǎn rùn yǒu tánxìng) |

| China Times   |
| Liberty Times |

| (lāu-khok-khok)            |
| API : /lau˨˩ kʰɔk˥˥kʰɔk˩˩/ |

| (lǎotàilóngzhōng) |

| China Times   |
| Liberty Times |

| (làu-phâu)          |
| API : /lau˥˧pʰau˧˥/ |

| (táopǎo) |

| China Times   |
| Liberty Times |

| (pha-pha-cháu)           |
| API : /pʰa˧˧pʰa˧˧tsau˥˧/ |

| (dōngbēnxīpǎo) |

| China Times   |
| Liberty Times |

| (pháiⁿ-sè)         |
| API : /pʰãi˥˥se˨˩/ |

| (bù hǎo yìsi) |

| China Times   |
| Liberty Times |

| (sù-phòe)          |
| API : /su˥˧pʰue˨˩/ |

| (xiāngpèi) |

| China Times   |
| Liberty Times |

| (tāi-chì)          |
| API : /tai˨˩tɕi˨˩/ |

| (shìqing) |

| China Times   |
| Liberty Times |

| (tòng-bē-tiâu)          |
| API : /tɔŋ˥˧be˨˩tiau˧˥/ |

| (shòu bù liǎo) |
| ²擋不住        |
| (dǎng bù zhù)  |

| ²compulsif |

| China Times   |
| Liberty Times |

| (tòng-soán)         |
| API : /tɔŋ˥˧suan˥˧/ |

| (dāngxuǎn) |

| China Times   |
| Liberty Times |

| (thâu-khak pháiⁿ-khì)           |
| API : /tʰau˧˧kʰak˥˥pʰãi˥˧kʰi˨˩/ |

| (nǎojīn yǒu wèntí) |

| China Times   |
| Liberty Times |

| (thut-chhôe)          |
| API : /tʰut˥˥tsʰue˧˥/ |

| (chūguǐ) |

| China Times   |
| Liberty Times |

| (ūn-chiàng)         |
| API : /un˨˩tɕiaŋ˨˩/ |

| (sījī) |

| China Times   |
| Liberty Times |

| (ut-chut)          |
| API : /ut˥˥tsut˩˩/ |

| (mènmènbùlè) |

##### Dujaponais
- Mots-valise japonais basés sur des kanji, prononcés en utilisant le mandarin.

| Japonais (Romajis) | Mandarin taïwanais (Pinyin) | Mandarin continental (Pinyin) | Français                                                                 |
| ------------------ | --------------------------- | ----------------------------- | ------------------------------------------------------------------------ |
| 弁当 (bentō)       | 便當 (biàndāng)             | 盒饭 (héfàn)                  | Un déjeuner à emporter.                                                  |
| 達人 (tatsujin)    | 達人 (dárén)                |                               | Quelqu'un doué pour faire quelque chose (un professionnel ou un expert). |
| 中古 (chūko)       | 中古 (zhōnggǔ)              |                               | Usé, de seconde main.                                                    |

- Mots-valises japonais basés sur la phonétique, translittérés en utilisant des caractères chinois avec une signification similaire.

| Japonais (Romaji)   | Mandarin taïwanais (Pinyin)            | Français                   |
| ------------------- | -------------------------------------- | -------------------------- |
| 馬鹿 (baka)         | 霸咖 (bàkā) ou une variante similaire. | Un idiot.                  |
| 気持ち (kimochi)    | 奇檬子 (qíméngzǐ)                      | Ambiance, sensation.       |
| お婆さん (obāsan)   | 歐巴桑 (ōubāsāng)                      | Une vieille femme.         |
| おでん (oden)       | 黑輪 (hēilún)                          | Un type de ragout.         |
| お爺さん (ojīsan)   | 歐吉桑 (ōujísāng)                      | Un vieil homme.            |
| オートバイ (ōtobai) | 歐都拜 (ōudōubài)                      | Un vélomoteur ou une moto. |

#### Termes techniques
| Score Google : .tw |
| Score Google : .cn |

| Score Google : .tw |
| Score Google : .cn |

| .tw: 3,240,000 |
| .cn: 120,000   |

| .tw: 1,090,000 |
| .cn: 8,470,000 |

| .tw: 11,400,000 |
| .cn: 61,100,000 |

| .tw: 776,000    |
| .cn: 60,500,000 |

| .tw: 2,930,000 |
| .cn: 735,000   |

| .tw: 29,300    |
| .cn: 7,310,000 |

| .tw: 1,320,000 |
| .cn: 381,000   |

| .tw: 54,500     |
| .cn: 10,200,000 |

| .tw: 571,000 |
| .cn: 141,000 |

| .tw: 5,630   |
| .cn: 465,000 |

| .tw: 101,000 |
| .cn 14,800   |

| .tw 704    |
| .cn 41,600 |

| .tw: 811,000 |
| .cn: 131,000 |

| .tw: 129,000   |
| .cn: 4,540,000 |

| .tw: 156,000 |
| .cn: 42,700  |

| .tw: 2,950   |
| .cn: 706,000 |

| .tw: 10,200,000 |
| .cn: 983,000    |

| .tw: 569,000    |
| .cn: 51,900,000 |

| .tw: 1,990,000 |
| .cn: 373,000   |

| .tw: 97,600 |
| .cn: 97,100 |

| .tw: 438,000 |
| .cn: 75,000  |

| .tw: 75,900    |
| .cn: 6,830,000 |

| .tw: 522,000 |
| .cn: 96,300  |

| .tw: 7,690     |
| .cn: 4,940,000 |

| .tw: 1,460,000 |
| .cn: 550,000   |

| .tw: 37,800     |
| .cn: 10,700,000 |

| .tw: 3,810,000 |
| .cn: 339,000   |

| .tw: 631,000   |
| .cn: 8,480,000 |

| .tw: 5,050,000 |
| .cn: 2,190,000 |

| .tw: 70,200     |
| .cn: 13,800,000 |

| .tw: 8,220,000 |
| .cn: 9,460,000 |

| .tw: 317,000    |
| .cn: 13,600,000 |

| .tw: 1,830,000 |
| .cn: 177,000   |

| .tw: 97,900    |
| .cn: 6,930,000 |

#### Idiomes et proverbes
| Score Google : .tw |
| Score Google : .cn |

| Score Google : .tw |
| Score Google : .cn |

| .tw: 10,700 |
| .cn: 1,320  |

| .tw: 3,680   |
| .cn: 309,000 |

| .tw: 22,400 |
| .cn: 7,940  |

| .tw: 1,980  |
| .cn 144,000 |

#### Mots spécifiques au mode de vie de Taïwan
| Score Google : .tw |
| Score Google : .cn |

| .tw: 78,400 |
| .cn: 992    |

| .tw: 918,000 |
| .cn: 204,000 |

| .tw: 38,200 |
| .cn: 8,620  |

| .tw: 761,000 |
| .cn: 827,000 |

| .tw: 2,500,000 |
| .cn: 692,000   |

| .tw: 564,000 |
| .cn: 133,000 |

| .tw: 1,320,000 |
| .cn 65,600     |

| .tw: 997,000 |
| .cn: 133,000 |

| .tw: 54,900 |
| .cn: 1,250  |